# 維涅龍衝鋒槍
維涅龍衝鋒槍（英語：Vigneron）是一款由比利时槍械設計師兼退休陸軍上校喬治·維涅龍在1950年代所研製、列日精密儀器公司（英語：Precision Liegoise SA.）所生產的冲锋枪，發射9×19毫米口徑手枪子彈。
自研制完成以後，直到1980年代以前一直被比利時軍隊所採用。它可以使用在當時的歐洲流行的32發MP40可拆卸式彈匣。維涅龍衝鋒槍是一枝適合短距離的城鎮戰和掃蕩戰的可擊發調變式槍械。在可見的範圍內使用半自動模式射擊時的精度可保持合理的高達100公尺（109.36码，328.08英尺）。在近身距離作戰，一般建議使用兩或三發點放射擊。

## 歷史

### 預備生產
二戰結束之後，比利時軍隊裝備了各式各樣的英國和美國的槍炮。比利時軍隊想以一款現代化，和如果可能的話，為比利時的設計的武器將其都取代。比利時軍隊在幾個原型之間進行了測試：
- 因佩里亞（英語：Imperia），由斯登衝鋒槍改進而成
- RAN，由“Repousmetal S.A.”所設計
- 幾枝埃斯塔勒国营工厂所設計的原型槍
- 維涅龍M1

### M1
維涅龍M1是由比利時一位退休的陸軍上校喬治·維涅龍所設計，並且在1953年被比利時軍隊正式採用。
第一批維涅龍M1衝鋒槍是由興業無名的列日精密儀器公司（英語：Precision Liegoise SA.）在埃斯塔勒生產。在某些零部件分包給位于列日羅庫爾的國營阿森納公司以後，他終於開始完成該槍。其他的維涅龍衝鋒槍是由位于布魯塞爾的電子及金屬製造工場（法語：Ateliers de Fabrications Electriques et Metalliques）或AFEM公司所生產。還有一個未經證實的傳聞說，握把上的CMH銘文的意思是赫爾斯塔爾製造公司（法語：Compagnie de Manufacture Herstal），因為這家公司應該有生產塑料下機匣的能力。
第一枝維涅龍型號在1954年之前生產，序列號21300。

### M2
維涅龍M2在幾個方面作出改進：
- 裝上了一個準星護環
- 改用缺口式照門，取代原來的覘孔式照門
- 拋殼口防塵蓋關閉彈簧簧力更強

### 停產及取代
維涅龍M2一直生產到1962年。比利時軍隊曾在剛果的軍事介入使用過維涅龍衝鋒槍，並造成該武器擴散。除了比利時外，該槍還裝備過阿爾及利亞和葡萄牙，以及一些中美洲、南美洲國家和非洲中部國家。
1980年代，在比利時軍隊的維涅龍衝鋒槍最後被FN FNC突擊步槍所取代。其他裝備維涅龍衝鋒槍的軍隊目前都已經換裝為其他新型衝鋒槍，但目前在美洲和非洲的一些動亂地區偶然仍可找到其踪影。

## 設計細節和影響
維涅龍衝鋒槍是一款簡單的反沖作用設計的槍械，槍身分為衝壓金屬板材上機匣和一個塑料手槍握把。它使用標準的單排式彈匣，裝填32發9×19毫米北約口徑子彈。陸軍學說建議彈匣只裝填28發，以防止出現供彈故障。附有的一個裝填工具是用來協助裝填彈匣。
該衝鋒槍在設計上採用了長槍管規格（305毫米／12.01英吋），它的特點是具有槍口補償器和環狀散熱片。前者可以減輕後座力和槍口上揚，後者則加速槍管冷卻和減少槍管彎曲的負擔。空彈殼會從右側的拋殼口拋出槍外。拋殼口具有一個鉸接式防塵蓋，待擊時防塵蓋會自動打開。
拉機柄位于機匣左側，射擊時不會跟隨槍機一起往復運動。
槍托是由較重的鋼絲所製造，而且它沿著下機匣裝上，可前後伸縮；其一端具有開槽拭子和另一端具有螺紋，用以充當清掃用刷。
機械瞄具為固定式，設置的射程為50公尺（54.68碼，164.04英尺）。M2設有一個簡單的缺口式照門和準星罩蓋，以保護機械瞄具。
手槍握把以上具有握把式保險，可阻止槍機運動，防止待擊時由於跌落或其他猛烈撞擊導致走火。使用武器時必需按壓該保險才使槍待擊和發射。
保險／快慢機柄位於手槍握把左上方，標有S、R和A三個位置，分別表示保險、半自動和全自動模式。但另一方面，該槍扳機又採用了在扳機第一段為半自動模式，繼續扣到底的第二段則為全自動模式的漸進式扳機。所在即使在全自動模式時，射手具有良好的扳機控制力的話，它仍然可能以半自動模式射擊。
二戰時代的一些流行設計對該槍的影響可說是顯而易見。槍管以上的補償器和環狀散熱片讓人聯想到湯普森衝鋒槍，槍身線材看起來像M3衝鋒槍，槍機設計與斯登衝鋒槍幾乎相同，其彈匣設計則是與MP40冲锋枪的設計幾乎相同；德國製彈匣可以在維涅龍衝鋒槍以上使用，但反過來維涅龍衝鋒槍的彈匣卻不能在德國製衝鋒槍以上使用。

## 使用國
- 阿尔及利亚
- 比利时
- 刚果共和国
- 盧森堡
- 葡萄牙：命名為M/961。
- 卢旺达

## 外部連結
- （英文）—Modern Firearms—Vigneron M2 submachine gun （页面存档备份，存于）
- （英文）—Weapon.ge—Vigneron M2 （页面存档备份，存于）
- （英文）—Military, Security and Civilian Guns and Equipment—Mitraillette Vigneron SMG （页面存档备份，存于）
- （俄文）—Энциклопедия Вооружений－Vigneron М2 （页面存档备份，存于）
- （简体中文）—D Boy Gun World（槍炮世界）—Vigneron M2冲锋枪 （页面存档备份，存于）